# رايموند جاكوبس

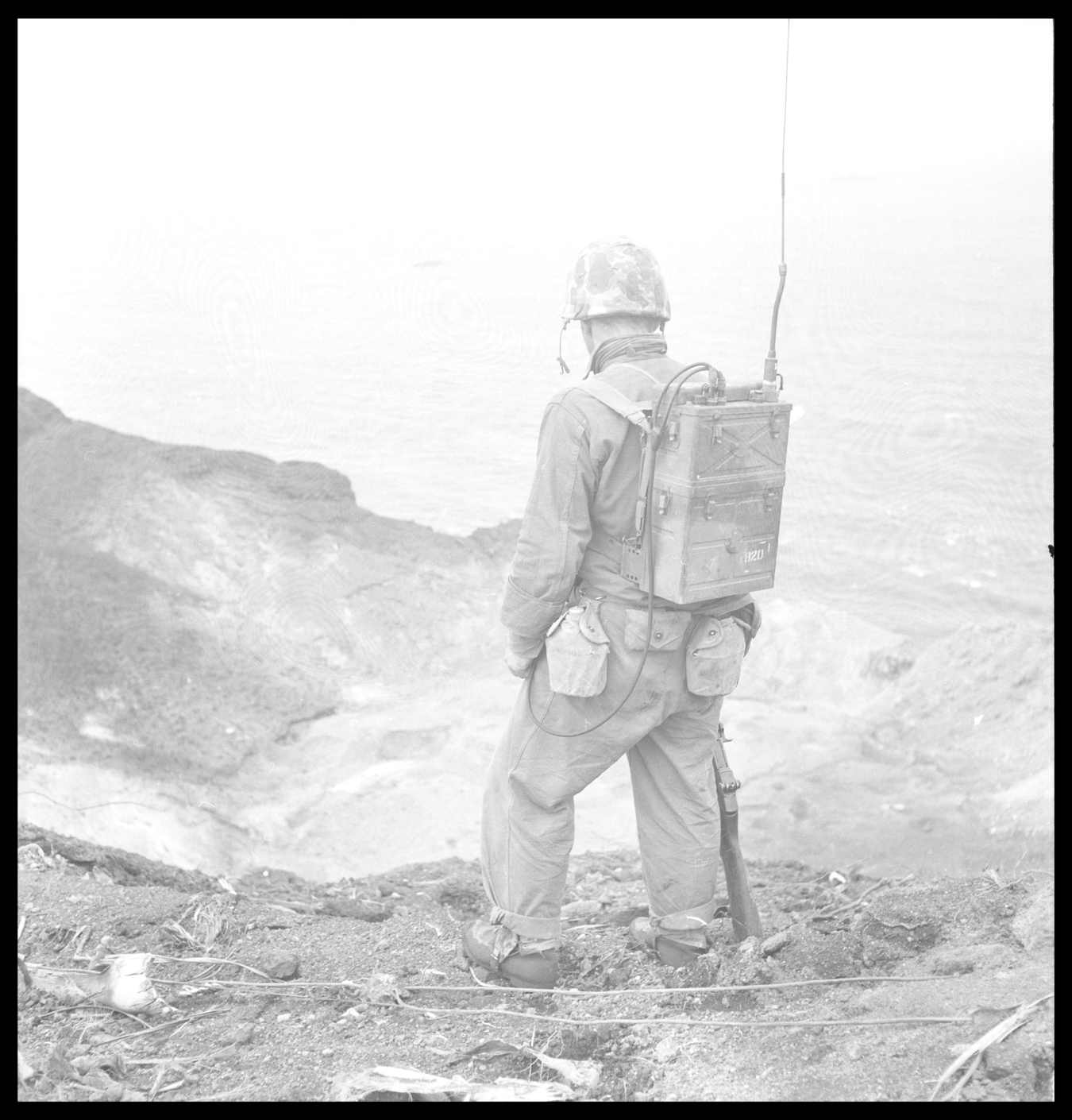
ينظر رقيب ريموند جاكوبس، وهو رقيب مخابرات، إلى أسفل من قمة سوريباتشي.

رايموند جاكوبس (بالإنجليزية: Raymond Jacobs) هو عسكري أمريكي، ولد في 24 يناير 1927، وتوفي في 29 يناير 2008.